# わたしの可愛いひと
『わたしの可愛いひと』（わたしのかわいいひと）は、1986年7月3日から9月25日まで、フジテレビ系列の「ナショナル木曜劇場」（当時）枠で放送された日本のテレビドラマ。主演は八千草薫。全13回。

## 概要
八千草薫と宇津井健が25年連れ添った元夫婦、八千草が三浦洋一と再婚するホームコメディータッチの作品。八千草と宇津井の夫婦役は多く、また宇津井と三浦の共演も多かった。『遊びじゃないのよ、この恋は』や『さすらい刑事旅情編』など。同局で現在も放送されている『サザエさん』でフグ田サザエ役を担当している声優の加藤みどりが女優として出演している。

## あらすじ
55歳の頼子は、25年連れ添って来たが仕事一筋なあまり自分に関心を向けなかった商社マンの大坪直治に愛想を尽かせ、自分の人生観を変えるためもあって離婚、頼子は日本全国を旅行して自由を謳歌。この時に知り合った旅行会社社員で23歳年下の沢島五郎と知り合い、五郎からプロポーズを受けて再婚。五郎は初婚であり、東京・麻布十番の頼子の実家で新婚生活を始めた。
しかし、両親の離婚後頼子の元で暮らしていた敏治と直美は、自分たちとさほど年が離れてない五郎のことを父と呼び辛いこともあり、父・直治の元とを往復する生活に。頼子も五郎が自分の友人や会社の仲間たちに結婚を隠していることに不満を持っていた。そんな五郎も後にやっと結婚を公表、早川良介の夫妻はその話にただ呆然としたが、それでも頼子はまだ沢島家の一族に自分が紹介されていないことを気がかりに思うのだった。

## キャスト
（出典：）
- 沢島頼子：八千草薫
- 沢島五郎〈32〉：三浦洋一
東和旅行社麻布支社勤務。頼子に若い女子には無い魅力を感じて結婚。やや甘えん坊な所がある。
- 大坪敏治〈21〉：鶴見辰吾
直治と頼子の息子。ファッションメーカーに営業部員として勤務。石崎栄子という恋人が居る。
- 大坪直美〈19〉：早瀬優香子
短大生。兄と違い、継父となった五郎のことを素直に受け止め、父・直治、敏治と母・頼子の間に仲介役として立って努めている。
- 小宮山平吉：内田朝雄
65〜66歳。頼子の叔父で、麻布十番で蔵を改装した喫茶店「エデン」を経営[6]。若い人たちの相談相手ともなっている。
- 早川良介〈35〉：佐藤B作
五郎の会社の同僚で、五郎の大学時代の先輩でもあり今も友人同士。妻には頭が上がらず、その尻に敷かれている。
- 早川博美〈35〉：木内みどり
良介の妻。口が達者であり、いつも夫の行動が気にかかっている。8歳と6歳の子供が居る。
- ジュディ：キャティー
アメリカからの留学生。
- 田所信一：清水善三
五郎の会社の同僚。
- 田所京子：イヴ
信一の妻。
- 栗山実：ふとがね金太
- 栗山和江：中村れい子
- 沢島伊佐：初井言榮
五郎の母。再婚後の頼子にとっても姑となる。
- 由利子：香坂みゆき
直治の部下のOL。
- 佳子：中島葵
五郎の姉。
- 石崎栄子：栗原景子
喫茶店「エデン」のアルバイト。敏治と交際している。
- 石本部長：小坂一也
- 沢島公次郎：田辺靖雄（第7話出演）
五郎の兄。
- 重本信行：谷啓
直治の親友。
- 国分玲子〈29〉：田中好子
東和旅行社銀座支店勤務。五郎と別れた後に交際していた恋人とも別れ、五郎と撚りを戻そうとしている。
- 大坪直治〈54〉：宇津井健
東邦商事物資部部長。実直、真面目で会社が第一という考えの人間。
- その他のキャスト：三波豊和、小野武彦、石井富子、加藤みどり、久保晶、門根雅美、藤井洋八、森猛、堀美奈子、櫛原好美、堀川なつみ、福岡由里子、秋月志保、加門良、吉沢ひとみ、絵沢萠子、今西正男、坂井寿美江、山崎満、手塚秀彰、仲野元子、古賀プロ

## スタッフ
- 脚本：金子成人（全話担当）
- 演出：藤田明二、舛田明廣
- プロデュース：中村敏夫
- 音楽：大野雄二
- 主題歌：早瀬優香子「私は女」（作詞：秋元康、作曲：矢野顕子）[2]
- 協力：麻布十番商店街振興組合[5]
- 制作著作：フジテレビ

## 放送日程
| 話数 | 放送日  | タイトル              | 演出     |
| ---- | ------- | --------------------- | -------- |
| 1    | 7月03日 | 究極の花嫁は年上女房! | 藤田明二 |
| 2    | 7月10日 | 嫁・姑 -女の闘い      | 藤田明二 |
| 3    | 7月17日 | 前夫 -ま、いいか      | 藤田明二 |
| 4    | 7月24日 | 女の涙は、嫉妬ヨ      | 舛田明廣 |
| 5    | 7月31日 | アブナイわがまま      | 藤田明二 |
| 6    | 8月07日 | ラーッキ俺も男だ      | 藤田明二 |
| 7    | 8月14日 | キスして、 -キス      | 舛田明廣 |
| 8    | 8月21日 | 究極の嫁姑戦争!       | 舛田明廣 |
| 9    | 8月28日 | FURINだって           | 藤田明二 |
| 10   | 9月04日 | 冗談じゃないよ!       | 舛田明廣 |
| 11   | 9月11日 | オトコが立つ朝        | 舛田明廣 |
| 12   | 9月18日 | 妻が家出する日        | 藤田明二 |
| 13   | 9月25日 | 赤ちゃんが欲しい      | 藤田明二 |